# Diaková
Diaková (ungarisch Deákfalu) ist eine Gemeinde im Norden der Slowakei mit 595 Einwohnern (Stand 31. Dezember 2024), die zum Okres Martin, einem Teil des Žilinský kraj, gehört und zur traditionellen Landschaft Turiec gezählt wird.

## Geographie

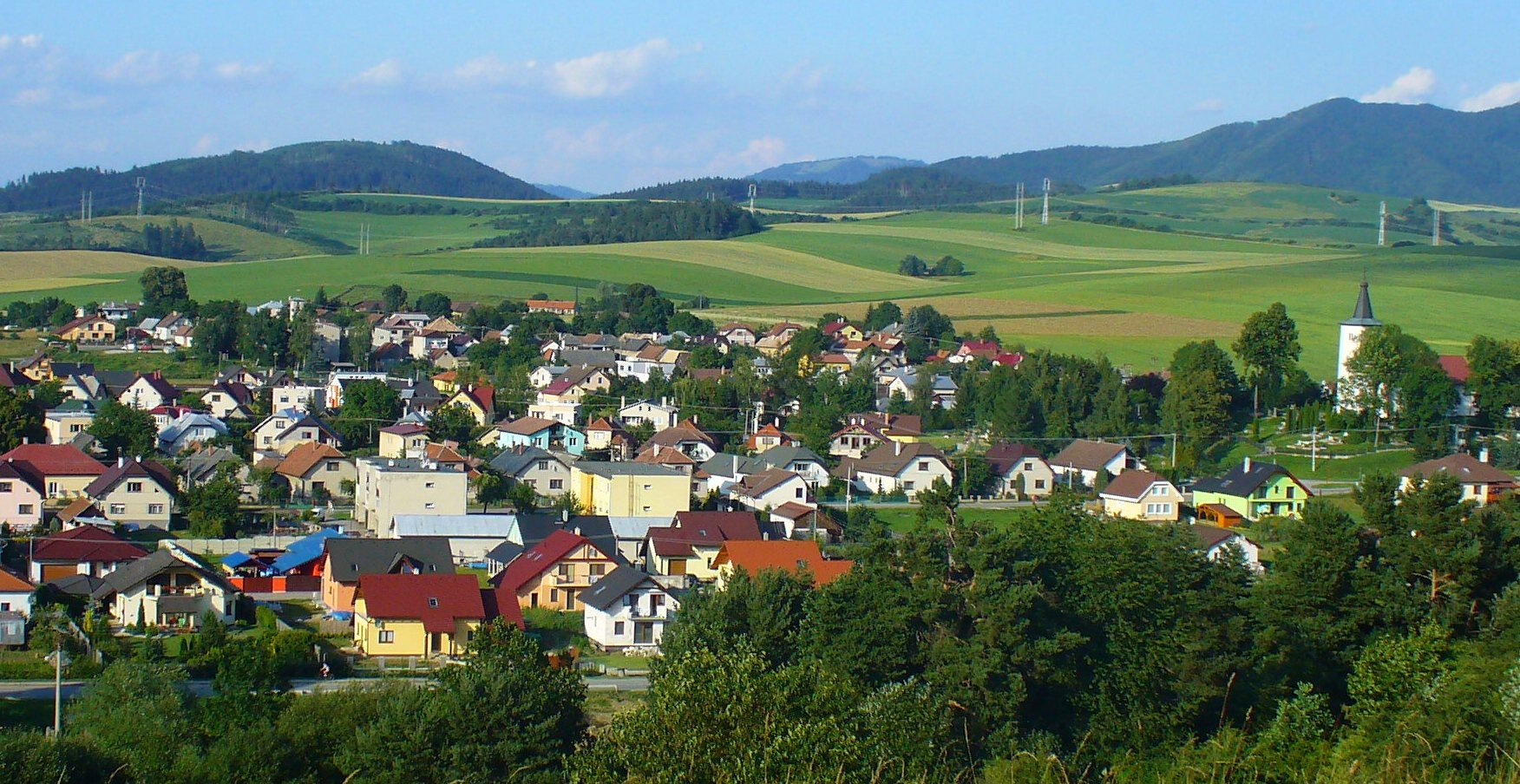
Blick auf Diaková und einen Teil des Nachbarortes Dražkovce

Die Gemeinde befindet sich im nördlichen Teil des Turzbeckens (slowakisch Turčianska kotlina) im Tal des Baches Sklabinský potok im Einzugsgebiet des Turiec. Das Ortszentrum liegt auf einer Höhe von 440 m n.m. und ist viereinhalb Kilometer von Martin entfernt.
Nachbargemeinden sind Sučany im Norden, Sklabinský Podzámok im Nordosten, Sklabiňa im Osten, Dražkovce im Süden und Westen sowie Martin im Nordwesten.

## Geschichte
Diaková wurde zum ersten Mal 1348 als Dyak schriftlich erwähnt und erhielt seinen Namen nach einem Notar des Gespans Doncs, der als Gelehrter im Mittelalter diák bezeichnet wurde. Später gehörte das Dorf zum Herrschaftsgebiet der Burg Sklabiňa und war ab 1526 Besitz des Geschlechts Révay. 1715 gab es acht Haushalte in Diaková, 1785 hatte die Ortschaft 23 Häuser und 123 Einwohner. 1828 zählte man 15 Häuser und 140 Einwohner, die als Landwirte beschäftigt waren. 1875 starben 25 Menschen an Pest, dazu gab es am Anfang des 20. Jahrhunderts mehrere Auswanderungswellen.
Bis 1918 gehörte der im Komitat Turz liegende Ort zum Königreich Ungarn, kam danach zur Tschechoslowakei beziehungsweise heute Slowakei.

## Bevölkerung
| Jahr                | 1994 | 2004    | 2014     | 2024     |
| ------------------- | ---- | ------- | -------- | -------- |
| Anzahl der Personen | 222  | 243     | 349      | 595      |
| Unterschied         |      | +9,45 % | +43,62 % | +70,48 % |

| Jahr                | 2023 | 2024    |
| ------------------- | ---- | ------- |
| Anzahl der Personen | 576  | 595     |
| Unterschied         |      | +3,29 % |

Nach der Volkszählung 2011 wohnten in Diaková 268 Einwohner, davon 266 Slowaken und ein Tscheche. Ein Einwohner machte keine Angabe zur Ethnie.
145 Einwohner bekannten sich zur Evangelischen Kirche A. B., 73 Einwohner zur römisch-katholischen Kirche und ein Einwohner zur evangelisch-methodistischen Kirche sowie zu einer anderen Konfession. 48 Einwohner waren konfessionslos und bei einem Einwohner wurde die Konfession nicht ermittelt.